# Raudonė
Raudonė (deutsch veraltet Raudonn) ist ein Städtchen (miestelis) am Ufer des Flusses Memel in Litauen. Er ist Zentrum des gleichnamigen Landamtes der Rajongemeinde Jurbarkas im Bezirk Tauragė. Im Jahr 2011 hatte der Ort 510 Einwohner. Raudonė ist vor allem für sein Schloss mit der Parkanlage bekannt.

## Geografische Lage
Raudonė liegt nahe der südwestlichen Grenze zur Oblast Kaliningrad, einer russischen Exklave an der Ostsee zwischen Litauen und Polen, früher ein Teil Ostpreußens. Die Entfernung zur Grenze beträgt etwa 30 Kilometer. Die westlich gelegene Kreisstadt Jurbarkas ist nicht ganz 25 Kilometer entfernt und liegt wie Raudonė an der Memel, die die südliche Kreis- und Distriktsgrenze bildet. Die Hauptstadt des Distrikts, Tauragė, befindet sich 58 Kilometer nordwestlich von Raudonė.

## Geschichte

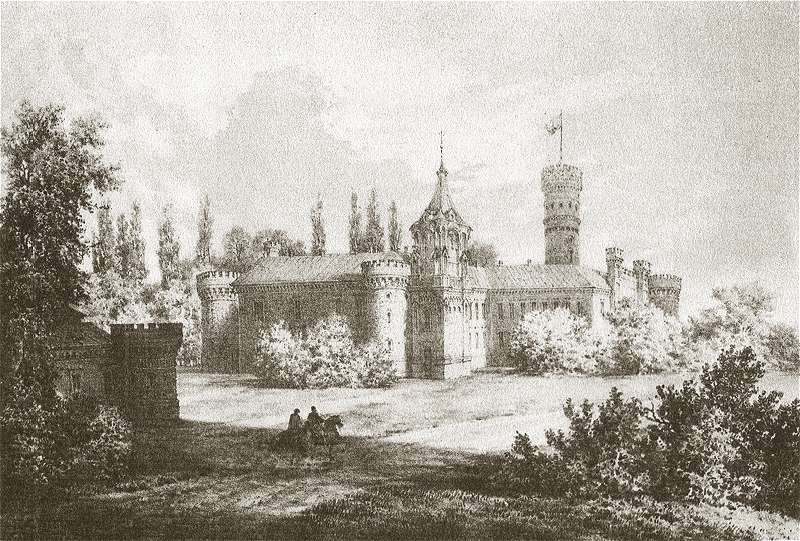
Schlossansicht (19. Jahrhundert)

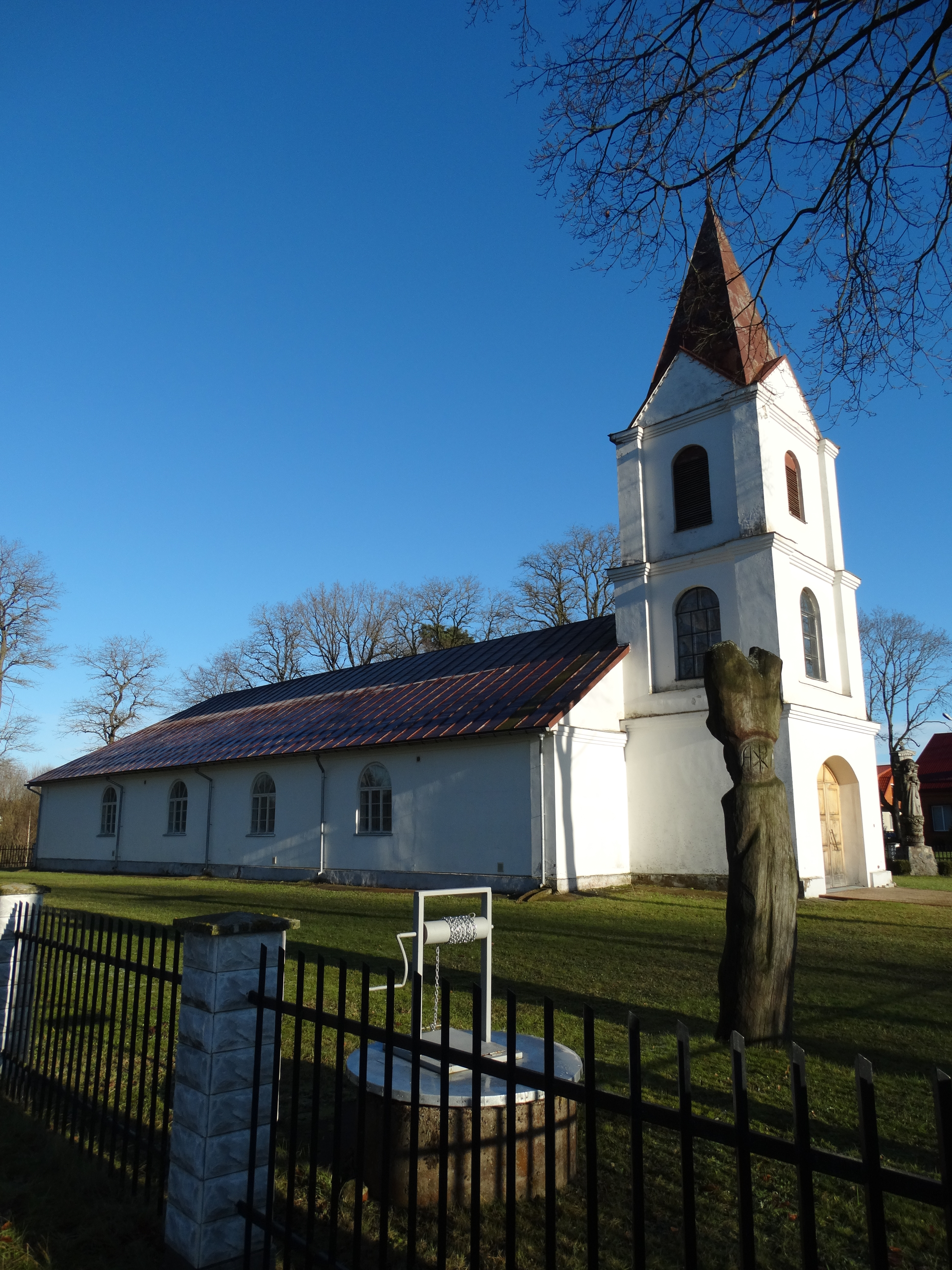
Kirche des Herzens Jesu

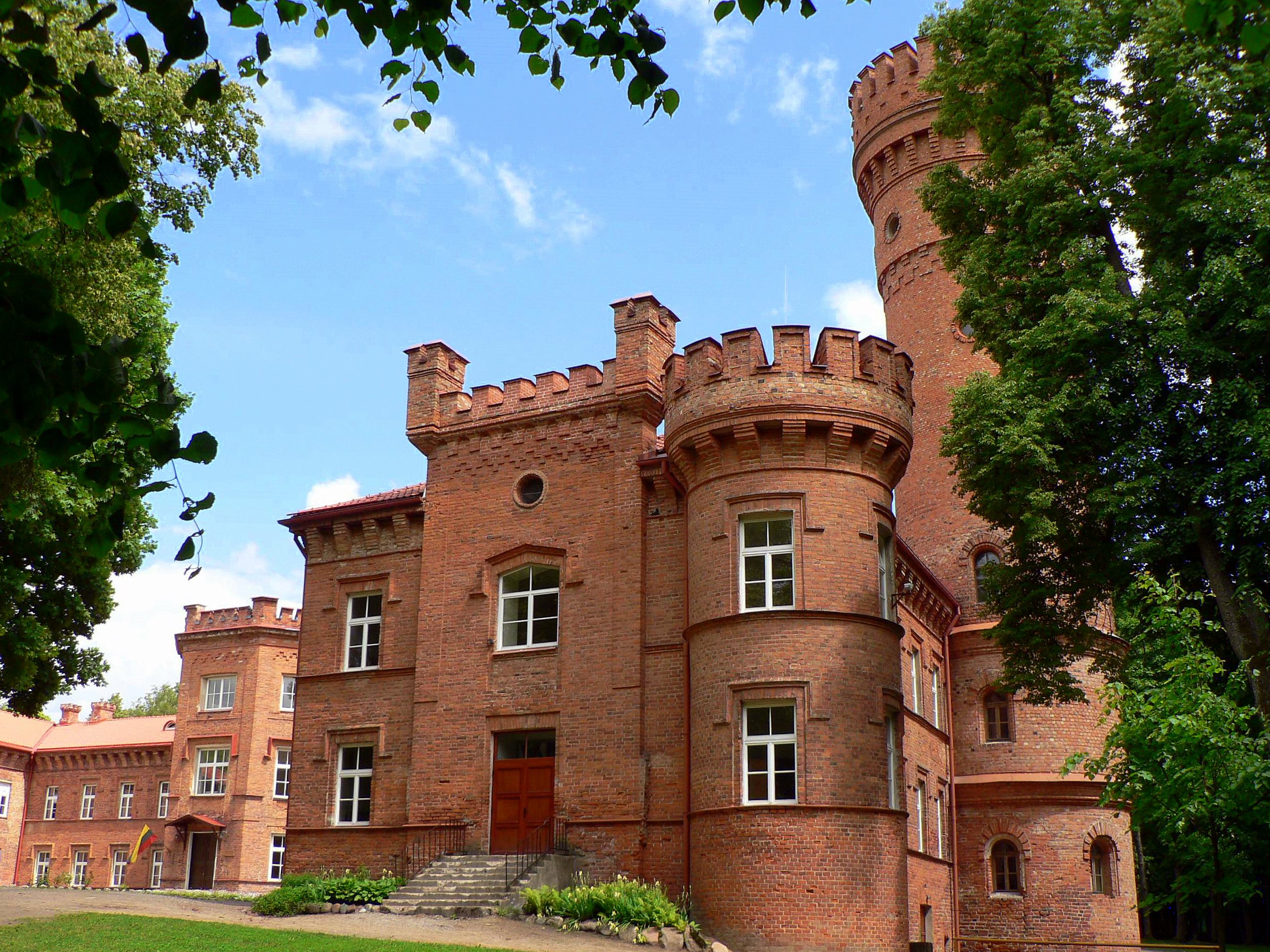
Schloss Raudonė

### Schloss
Erwähnt wird Raudonė erstmals im 16. Jahrhundert als Gutshof des polnischen Königs Sigismund II. August. Er verkaufte das Anwesen gegen 1580 an den preußischen Holzhändler Hieronymus Krispin-Kirschenstein. Dieser und sein Sohn errichteten ein erstes Schloss im Renaissance-Stil.
Sein heutiges Aussehen verdankt das Schloss vor allem den Umbauten unter Anleitung der Tochter des Grafen Subow, Sofia Kaissarowa, im neogotischen Stil von 1861 bis 1877. Die letzten adligen Besitzer waren die Enkelin Sofia Waxell und ihr portugiesischer Ehemann José Carlos de Faria e Castro.
Nach Plünderungen im Ersten Weltkrieg war der Nachkomme de Faria e Castro verschuldet und versteigerte 1934 das Schloss. Nach Protesten überließ es die Litauische Nationalbank dem Bildungsministerium, das 1936 Restaurierungsarbeiten durchführte. Die Wehrmacht sprengte 1944 den Hauptturm des Schlosses, der aber später wieder aufgebaut wurde und heute für Besucher zugänglich ist. Das Hauptgebäude beherbergt seit dem Jahr 1947 eine Mittelschule, die 2003 in eine Grundschule zurückgestuft wurde.

### Park

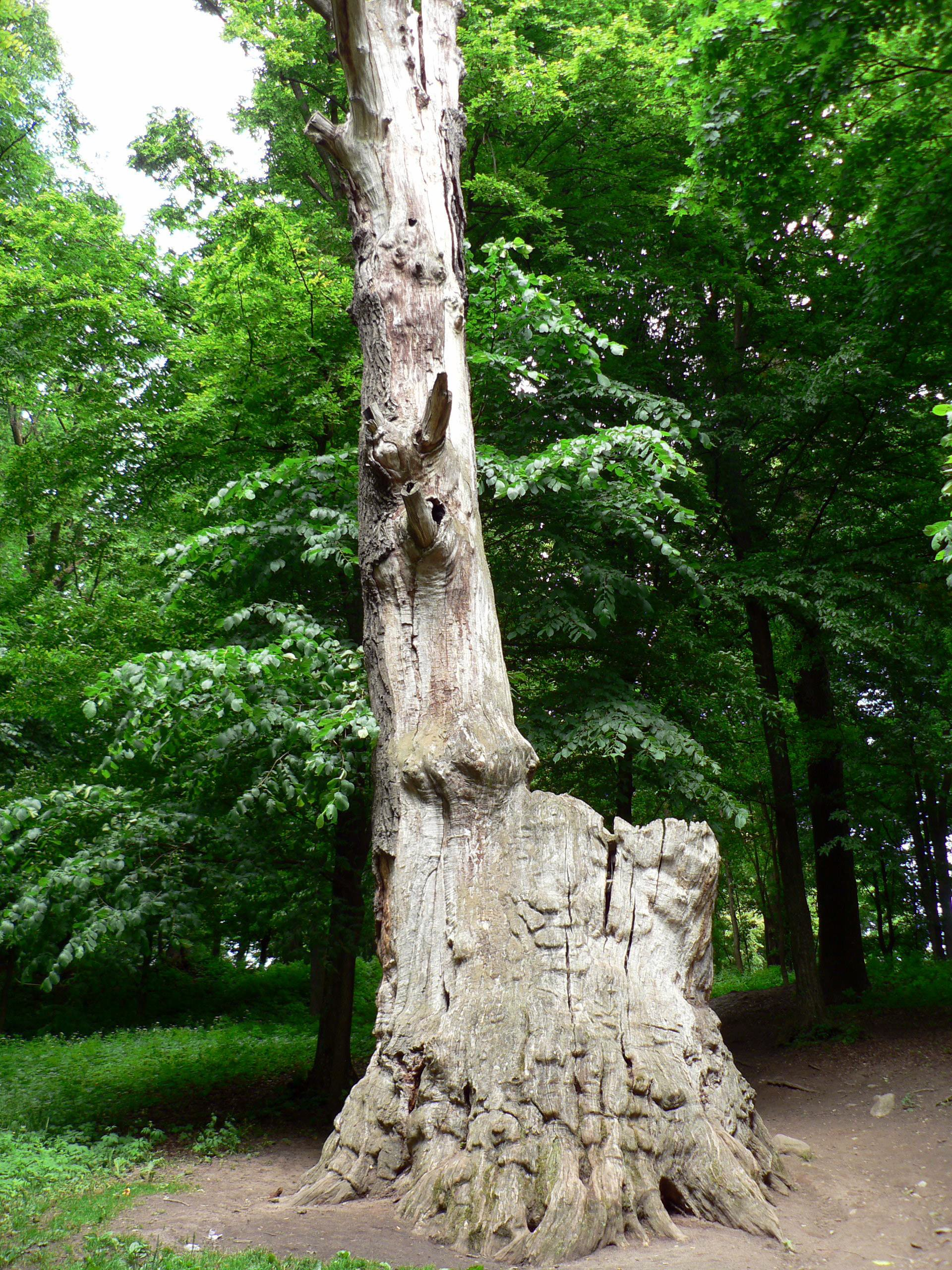
Gediminas-Eiche

Die weiträumige Parkanlage in Gestalt eines englischen Landschaftsparks ließ im Wesentlichen der russische Adlige Platon Subow anlegen, der das Anwesen Anfang des 19. Jahrhunderts gekauft hatte. Aus dieser Zeit stammen die zwei Stauseen und die Mühle. Zahlreiche alte Bäume säumen die Wege, darunter auch eine der ältesten Eichen Litauens, die Gediminas-Eiche (seit 1997 abgestorben). Der Legende nach nahm hier der Großfürst Gediminas sein letztes Mahl ein, bevor er bei der Belagerung der vom Deutschen Orden gehaltenen Bayerburg im Dezember 1341 tödlich verwundet wurde.

### Katholische Kirche des Herzens Jesu
Die Kirche wurde von 1931 bis 1932 erbaut.